# Вршачки градски парк
Вршачки градски парк настао је крајем 18. века откупом земљишта и изградњом градске баште.

## Настанак
Изграђен је по угледу на енглески стил градње са алејама и скровитим местима за употребу широких грађанских маса. Све до Пожаревачког мира и дефинитивног потискивања Турака из Подунавља (1718. године) његов значај је био релативно мали и несразмеран значају који је Вршац стекао касније, захваљујући свом економском развоју током 18. и 19. века.

## Историјат
Тридесетих година XVIII века, место на коме се данас налази Градски парк, припадало је племићкој породици француских колониста фон Шерибл (von Scherübl; првобитно Жерибл – Герубел), којој је Дворска комора доделила велики комплекс земље као племићко имање, са правом наслеђа. Ова земља се налазила на територији немачке политичке општине Вршац, а припадала је Зајфриду фон Шериблу. Оснивач првих засада данашњег Градског парка био је, вероватно, Јохан фон Шерибл (Зајфридов син). На том месту је 1777. године постојала „Зајфрид Шериблова баштенска кућица“ која је, највероватније, имала функцију гостионице.
Након Зајфридове смрти (1795), због неизмирених дугова коморској управи, поклоњена земља је одузета, а башта намењена продаји. „Шериблов мајур“ је на лицитацији 15. јануара 1797. године откупила новооснована општина уједињеног Вршца. Почев од 1817. године, када је Вршац постао слободан краљевски град, ушао је у употребу назив „Градски мајур“ који је, непосредно пре Мађарске буне 1848. године уступио место називу „Градски парк“. Међутим, корени парка тадирају у ставри и пре Немачког досељавања, наиме турски господар Вршца, био је веома популаран међу народом, и када је Вршац ослобођен од турака, ага је одбио да Немцима и Аустријанцима преда своје имање на територији која је данас градски парк, него га је поклонио „Својим драгим Вршчанима“.
Током Мађарске буне (1848-1849), посећивање Градског мајура је готово замрло. Тек након завршетка немира, посвећена му је много већа пажња. Већ 1856. године потпуно је засађен дрвећем, те добија форму правог парка. Наредне године, изграђена је и нова арена у којој су се одржавале бројне манифестације.
Иако Вршац није био ратно поприште, нити је претрпео непосредну ратну штету, током Првог светског рата (1914 – 1918) Градски парк је тешко оштећен. Активност Удружења током ратних година била је обустављена, а самим тим и заштита, и обезбеђење. У парковским објектима често су организоване регрутације са лекарским прегледима, па ништа у парку није могло бити поштеђено штете.
За време Другог светског рата, Градски парк је сасвим запуштен и напуштен, јер су у њему неко време били смештени и тенкови. После рата се поново отпочело са обнављањем биљног фонда и уређивањем стаза и парцела. Ронделе су добиле ново цвеће, руже и жбуње су орезани, а парк је добио дневни распоред посећивања. Отваран је за посетиоце изјутра, док су се капије закључавале у 22 часа. Постојали су и чувар и благајник. Музички павиљон је поново коришћен за поподневне концерте, објекти су реконструисани, а у стакленику се производило сезонско цвеће за потребе парка и становништва Вршца. На почетак најдуже алеје кестенова премештена је и биста Јована Стерије Поповића, рад вајара Ристе Стијовића, коју је Вршцу и Вршчанима поклонио чувени архитекта Драгиша Брашован, такође Вршчанин. На крају, педесетих година XX века, постављене су и бисте Народних хероја НОБ-а Анђе Ранковић, Живе Јовановића и Саве Мунћана, радови вајарке Катарине Ристивојев. Исто тако, после рата у парку је засађена живица која када се гледа из ваздуха формира слова речи „Тито“ у част доживотног председника СФРЈ, Јосипа Броза Тита.

## Парк у новије време
Затварањем некадашњег Јовановог потока, који је пролазио дуж западне стране парка, у бетонске цеви, битно су промењени и токови што подземних, што атмосферских вода које су се некада, слободним падом, сливале са обронака Капелиног брега, натапале парковско земљиште и обезбеђивале издашност бунара у Градском парку. Дошло је до набијања земљишта, слегања терена и појаве микродепресија на парцелама где су некада постојали партерни и парковски травњаци. Вешто пројектованим системом колектора и кишне канализације (данас, затрпавањем, избачен из функције), пролећни и јесењи вишкови атмосферске воде бивали су прихватани и спровођени, током Јовановог потока и мрежом канала у поља Малог рита, што је штитило центар града од прекомерне влаге. Летњи мањак воде лако би био надомештен захватањем из постојећих и приступачних система. Затварањем Јовановог потока у непропусне цеви, нарушена је дренажа Парка, а наводњавање препуштено милости и немилости атмосферских прилика. Прикључивањем фонтане на градски водоводни и канализациони систем, а истовременим престанком коришћења у те сврхе изграђених бунара и водоторња (бунар је пресушио), битно су увећани и трошкови одржавања Парка, пре свега његовог заливања: Парк се повремено залива скупом пијаћом, а не редовно расположивом техничком водом. Остао је жедан. Због тога је, у периоду од 1999. до 2001. забележена појава драстичног сушења четинара и других биљака са израженом транспирацијом, као и масовна појава штеточина, као „паразита слабости“. Много ретких биљака је управо у овом времену нестало; друге су престале да цветају и плодоносе. Раскошни лириодендрони, непосредно код улаза на Градски стадион, оболели су од опаког гљивичног обољења – вертицилозе, која се не може лечити, те су осуђени на дуго и споро умирање. Октобра 2001. године започета је санитарна сеча потпуно сувих и трулих стабала, као извора биљних болести и латентне опасности по живот и здравље посетилаца, нарочито за ветровитих дана, каквих у Вршцу претежно има. Садња нових није могућа, због правног статуса Парка и одредби Закона о заштити животне средине, које спречавају такву врсту интервенције.

## Парк данас
Тренутно у парку се врше велики рестаураторски радови. Централна фонтана, украс парка, однета је на рестаурацију а биће враћена током пролећа. Врше се комунални радови на њеном месту који су при крају. Исто тако, почело је поплочавање централних алеја парка са калдрмом извађеном из улице Димитрија Туцовића, која по старосној структури одговара времену када је саграђен парк. Радови су у току и током пролећа се очекује завршетак радова.